# Oltin Hurezeanu
Oltin Hurezeanu (n. 31 ianuarie 1975, București, România) este un actor de film și televiziune din România. 
Hurezeanu a debutat în actorie în anul 2006, în telenovela românească Iubire ca în filme. De atunci, acesta s-a făcut remarcat în câteva producții autohtone foarte populare: „Restul e tăcere” (în regia lui Nae Caranfil), „Supraviețuitorul” (Sergiu Nicolaescu), „Poveste de dragoste” alături de Dragoș Bucur și „Palatul copiilor”, ultima producție a lui Bobby Păunescu.
În anul 2016, pelicula românească regizată de Florin Anghel din care au făcut parte Hurezeanu, Lia Sinchevici, Vlad Radescu și Flaviu Crisan a câștigat trofeul „Festival Do Minuto” în Brazilia, cel mai longeviv și prestigios festival pentru filme de 1 minut din lume.

## Filmografie
- Restul e tăcere (2008) - candidat conservator
- Supraviețuitorul (2008) - tânăr

- (2018) Royal Hearts / Regatul inimii mele
- (2016) Hotel of the Damned - Prietenul lui Bogdan
- (2015) Box - Eduard
- (2015) Palatul pionierilor - Doctor
- (2015) Poveste de dragoste  - Actor
- (2015) Tamara, Echelon / Tamara Echelon  - Costică
- (2014) Dispăruții - Oltin
- (2013) Walking with the Enemy
- (2010) Liceenii, în 53 de ore și ceva  - Ramirez

## Roluri în televiziune
- (2009) Hellhounds - Hades
- (2009) State de România - Student la Sorbona  - Valet/French Policeman
- (2006) Iubire ca în filme - Alin

## Vrei să fii miliardar?
În anul 2002, Hurezeanu a câștigat premiul de 1 000 000 000 de lei vechi la concursul televizat de cultură generală, Vrei să fii miliardar?, fiind al doilea câștigător al emisiunii.